# پناهگاه صخره‌ای سرخه لیزه
پناهگاه صخره‌ای سرخه لیزه مربوط به دوران پیش از تاریخ ایران باستان است و در شهرستان خرم‌آباد، روستای سرخه لیز واقع شده و این اثر در تاریخ ۸ مرداد ۱۳۸۱ با شمارهٔ ثبت ۵۹۷۳ به‌عنوان یکی از آثار ملی ایران به ثبت رسیده است.